# Chướng hơi dạ cỏ
Bệnh chướng hơi dạ cỏ (Ruminal tympany) là một trong những căn bệnh phổ biến của động vật nhai lại, bệnh thường gặp ở gia súc có dạ dày kép như bò, trâu, dê. Bệnh xảy ra nhiều vào đầu mùa mưa, làm gia súc bị chết do dạ cỏ chướng to, chèn ép tim và phổi dẫn đến cản trở tuần hoàn, hô hấp. Chướng hơi dạ cỏ còn được gọi là chứng đầy hơi được đặc trưng bởi một lượng khí sinh thực quá mức trong dạ cỏ, biểu hiện ra bên ngoài bằng việc gia súc phình bụng, chướng bụng. Chứng phình đại tràng có thể là nguyên phát hoặc thứ phát. Trong dạ cỏ, thức ăn của động vật nhai lại được lên men bởi vi sinh. Quá trình lên men này liên tục tạo ra khí giống như gas sinh học, phần lớn được tống ra khỏi dạ cỏ bằng cách ợ hơi. Còn chứng chướng hơi xảy ra khi khí này bị ứ trệ trong dạ cỏ. Ở gia súc, bệnh có thể khởi phát sau khi con vật ăn một lượng lớn các loại thực vật dễ lên men, chẳng hạn như cây họ đậu, cỏ linh lăng, cỏ ba lá đỏ, hoặc cỏ ba lá trắng. Ở bò, khi được cho ăn thức ăn, chế độ ăn có tỷ lệ hạt ngũ cốc cao có thể dẫn đến bệnh chướng hơi nguyên phát. Trong chứng đầy hơi thứ phát khi khí tích tụ trong dạ cỏ và không thể thoát ra ngoài do tắc nghẽn thực quản dẫn đến đầy hơi, căng tức dạ cỏ và phềnh bụng.

## Đại cương

### Nguyên nhân
Vào mùa khô, gia súc ăn nhiều thức ăn khô như rơm, cỏ khô, nên hệ vi sinh vật dạ cỏ thích nghi với tiêu hóa nhiều thức ăn khô, đến đầu mùa mưa, gia súc ăn nhiều cỏ non đột ngột sẽ gây bệnh. Trâu bò vừa khỏi một số bệnh như cúm gia súc, tụ huyết trùng làm cơ thể chưa hồi phục sức đề kháng, dễ mắc bệnh bội nhiễm, một số trâu bò mắc các bệnh về đường tiêu hóa như viêm dạ cỏ, viêm dạ tổ ong, viêm phúc mạc, liệt thực quản, tắc thực quản hoặc lâu ngày không ợ hơi được cũng rất dễ gây ra chướng hơi dạ cỏ. Điều này có thể kế phát từ bệnh liệt dạ cỏ, bội thực, tắc thực quản, viêm họng làm gia súc không ợ hơi được, viêm màng bụng.
Bệnh xảy ra nhiều vào mùa đông xuân khi lượng thức ăn xanh khan hiếm còn vào mùa khô do lượng thức ăn xanh trở nên ít hơn, trâu bò được người ta cho ăn rơm, ăn cỏ khô nhiều hơn từ dó dẫn đến làm hệ vi sinh trong dạ cỏ chưa kịp thích nghi với các thức ăn khác khiến việc tiêu hóa kém đi, hệ miễn dịch và sức khỏe giảm sút, khi chuyển mùa sang đầu mùa mưa thì cây cối phát triển, nguồn thức ăn dồi dào, trâu bò lại được cho ăn nhiều thức ăn xanh như cỏ non trở lại rồi kết hợp với sức khỏe yếu, hệ vi sinh không thích ứng kịp dẫn đến tiêu chảy, rối loạn tiêu hóa, gây ra các phản ứng lên men tạo khí (hơi) gây ra bệnh chướng hơi dạ cỏ ở trâu, bò.
Nguyên nhân còn gia súc ăn nhiều cỏ non hoặc cây họ đậu, thức ăn nhiều chất nhầy như rau lang, rau muống non đã lên men sinh hơi nhanh, gia súc không kịp thoát hơi gây chướng căng dạ cỏ, gia súc ăn nhiều thức ăn dễ lên men sinh hơi trong dạ dày như thức ăn xanh nhiều nước như các loại gồm cỏ non, dây khoai lang, cây đậu tương, thân cây bắp (ngô) non, thức ăn chứa nhiều nhựa chát như lá cây dâm bụt. Thức ăn đã lên men một phần như các loại thân cây cỏ, rơm bị hoai mục, bã bia, bã sắn rồi cho đến cơm nguội, cháo. Trâu bò còn bị chướng hơi dạ cỏ do ăn phải các thức ăn chứa nhiều cyanide như măng tre, sắn hoặc do ngộ độc. Trâu bò có sức khỏe kém, mất cân bằng mên vi sinh đường ruột nên khi thời tiết thay đổi đột ngột sẽ ảnh hưởng đến khả năng tiêu hóa. 

### Bệnh tích
Bệnh chướng hơi dạ cỏ diễn tiến rất nhanh chóng, gia súc khi mắc phải chứng bệnh này sẽ có biểu hiện khó chịu, bồn chồn, bụng chướng căng to phềnh, mất hõm hông bên trái, có thể cao hơn cột sống, nếu gõ vào bụng có âm trống. Gia súc hay quay đầu về phía sau, có cảm giác đau đớn, gia súc còn biểu hiện thở rất khó, dạng hai chân trước, hô hấp tăng (thờ dốc phì phò), tim đập nhanh, tĩnh mạnh cổ phồng to, niêm mạc mắt, mũi, hậu môn xung huyết, sau đó tím bầm. Chướng hơi dạ cỏ khiến bụng trâu bò phềnh to ra, chèn ép vào các cơ quan khác và rất dễ làm gia súc tử vong nếu không được cấp cứu kịp thời.
Gia súc sau khi ăn khoảng 30 phút đến khoảng 1 tiếng đồng hồ sẽ xuất hiện các biểu hiện khởi bệnh chướng hơi dạ cỏ ở trâu bò như bụng trâu bò phình to ra làm vật nuôi bị đau bụng, không đứng hoặc nằm yên một chỗ, đi loanh quanh và lấy đuôi quất mạnh vào vùng bụng trái nơi gần dạ cỏ. Nếu lấy tay gõ vào vùng hõm hông trái nghe có âm thanh như tiếng trống, nếu lấy tay ấn vào vùng dạ cỏ của trâu bò sẽ có cảm giác căng căng như cảm giác ấn tay vào quả bóng cao su có chứa hơi bên trong. Nếu nghe kĩ vùng dạ cỏ sẽ có âm thanh của nhu động dạ cỏ vang lên, ban đầu âm thanh dồn dập, về sau cường độ giảm dần rồi mất hẳn, đôi lúc chỉ nghe tiếng nổ lép bép vang lên. Khi bệnh tiến triển nặng hơn sẽ xuất hiện thêm các triệu chứng bệnh chướng hơi dạ cỏ trầm trọng hơn như bụng trâu bò ngày một phình to hơn, đến mức vùng hõm hông bên trái–vị trí của dạ cỏ lồi hẳn lên cao, có khi cao hơn cả mỏm xương ngoài cánh công.
Mức độ đau bụng của gia súc ngày càng cao, thậm chí vã cả mồ hôi ra, làm trâu bò mất sức nhanh, uể oải. Vật nuôi rơi vào trạng thái sợ hãi khiến chúng ngừng ăn và ngừng cả tập tính nhai lại. Bệnh chướng hơi dạ cỏ ở trâu bò khiến dạ cỏ phình to ra, chèn ép vào các cơ quan nội tạng khác, khiến gia súc khó thở, thở gấp và tăng dần, thậm chí dạng hai chân trước ra để thở hoặc thè lưỡi ra để thở. Các cơ quan trong đó có cả hệ tuần hoàn bị chèn ép, khiến máu ở cổ và đầu không chảy về tim được, ứ đọng lại làm tĩnh mạch cổ phồng to, gây ra tim đập nhanh lên đến 140 nhịp/phút, mạch càng ngày càng yếu dần đi, huyết áp giảm dần. Từ các biểu hiện khó thở và thiếu máu tuần hoàn sẽ khiến trâu bò bị rơi vào hôn mê và tử vong rất nhanh do bị ngạt và máu nhiễm độc. Lỗ mũi và hậu môn chảy máu tươi, thậm chí bị lòi dom.

### Điều trị
Chẩn đoán bệnh chướng hơi dạ cỏ thì dựa vào các đặc điểm và triệu chứng đặc trưng xuất hiện trên vật nuôi để chẩn đoán xem trâu bò có mắc bệnh chướng hơi dạ cỏ như bệnh khởi phát, tiến triển và diễn biến rất nhanh, ngay sau khi ăn từ 30 phút đến 1 tiếng đồng hồ. Vùng bụng trái căng phồng hẳn lên, gõ vào thấy âm trống ở vùng dạ cỏ. Ấn tay vào vùng bụng dạ cỏ sẽ có cảm giác tương tự như khi ấn tay bào quả bóng cao su căng hơi bên trong. Dùng dùi chọc (troca) chọc vào dạ cỏ sẽ có rất nhiều khí thoát theo lỗ kim ra ngoài. Trâu bò khó thở rất nặng. Cần phân biệt bệnh chướng hơi dạ cỏ ở trâu bò với bệnh bội thực dạ cỏ có những đặc điểm như bệnh tiến triển chậm hơn, chỉ xuất hiện sau khi ăn từ 6-9 tiếng đồng hồ, gõ tay vào vùng dạ cỏ thấy âm đục tuyệt đối, nếu ấn tay vào vùng dạ cỏ sẽ để lại vết lõm nếu nhấc tay ra.
Muốn điều trị bệnh chướng hơi dạ cỏ ở trâu bò hiệu quả cần phải tìm cách để tháo hơi ra khỏi dạ cỏ càng sớm càng tốt bằng cách, sử dụng các biện pháp để đẩy hết thức ăn ra khỏi dạ cỏ, ngăn chặn và ức chế quá trình sinh hơi do thức ăn lên men trong dạ cỏ, sử dụng các phương pháp để có thể hồi phục và tăng cường nhu động của dạ cỏ đồng thời kết hợp các biện pháp hỗ trợ để vật nuôi có sức chống lại bệnh. Điều trị thì trước tiên, cho gia súc nhịn ăn, đứng 2 chân trước lên cao hoặc đi lên dốc để dạ cỏ không chèn ép phổi và tim. Sau đó, cho gia súc uống 1 trong các loại dung dịch theo chỉ định, xoa bóp vùng dạ cỏ để kích thích ợ hơi. Có thể giã gừng tẩm vào rơm, vải thô, chà sát liên tục 30 – 60 phút ở hông bên trái. Làm như vậy nhiều lần nhằm tăng nhu động dạ cỏ. Nắm lưỡi gia súc kéo nhịp nhàng lệch về một bên nhiều lần để kích thích ợ hơi. Có thể dùng ống mềm (bằng cao su hoặc nhựa mềm) thông qua thực quản vào dạ cỏ, đồng thời dùng tay ấn mạnh vào hõm hông trái để hơi thoát ra ngoài.
Cách chăm sóc trâu bò bị chướng hơi dạ cỏ tốt nhất là giữ cho vật nuôi nằm đúng tư thế cao đầu, mông thấp để tăng cường lưu thông máu và dễ thở. Dùng tay kéo lưỡi trâu bò giúp chúng dễ thở hơn, nên kéo theo nhịp thở của trâu bò để đem lại hiệu quả cao nhất. Moi phân ở trực tràng ra để thoát hơi. Moi sạch phân ở trực tràng ra ngoài. Dùng cỏ khô, rơm chà sát vào vùng dạ cỏ ngày từ 2 -3 lần, mỗi lần 10 -15 phút để tăng cường nhu động của dạ cỏ. Nếu lượng hơi tích lại quá nhiều làm dạ cỏ phình to ra, khiến vật nuôi có biểu hiện ngạt thở thì bắt buộc phải chọc troca để hơi thoát ra. Trong trường hợp trâu bò mắc bệnh chướng hơi dạ cỏ kèm theo sủi bọt thì bọt khí sẽ bịt lỗ troca, không cho khí thoát ra ngoài. Dùng thuốc trộn với nước sạch rồi bơm vào dạ cỏ để phá vỡ các bọt khí bịt lỗ troca, làm lỗ thông thoáng trở lại giúp khí thoát được ra ngoài.
Tăng cường nhu động dạ cỏ bằng cách tiêm Pilocarpine (đối với bệnh chướng hơi kế phát sau bệnh liệt dạ cỏ), tiêm thuốc trợ sức, trợ lực, liều theo hướng dẫn của hãng thuốc. Nếu dùng các biện pháp trên không hiệu quả, dạ cỏ vẫn chướng căng, nguy hiểm đến tính mạng gia súc thì phải cấp cứu bằng cách chọc dùi (troca). Sát trùng vị trí giữa hõm hông trái của gia súc, chọc mạnh troca qua thành bụng, rút lõi từ từ, bịt đầu thoát của troca để hơi thoát từ từ, nếu cho hơi thoát nhanh thì áp lực máu ở não bị giảm đột ngột, gia súc bị sốc có thể chết. Giữ troca cho hơi ra hết, để gia súc khỏe lại, khi rút troca phải cho lõi vào, để thức ăn không tiếp xúc vết thương gây viêm phúc mạc. Dùng một trong các loại kháng sinh để chống nhiễm trùng.

### Phòng bệnh
Khi vật nuôi hồi sức và có thể ăn được thì chỉ cho ăn các loại thức ăn thô nhiều chất xơ như rơm, cỏ. Để phòng bệnh thì không cho gia súc ăn quá nhiều cỏ non hoặc cây họ đậu, thức ăn nhiều chất nhày như rau lang, rau muống non, thức ăn dễ lên men, sinh hơi khác. Khi thay đổi thức ăn nên thay đổi từ từ để gia súc kịp thích nghi, không bị rối loạn tiêu hóa. Khi gia súc mắc bệnh liệt dạ cỏ, bội thực, tắc thực quản, viêm họng làm gia súc không ợ hơi được, viêm màng bụng cần kịp thời điều trị để tránh kế phát bệnh chướng hơi dạ cỏ.
Bệnh chướng hơi dạ cỏ ở trâu bò phòng tránh bằng cách không cho trâu bò ăn quá nhiều cỏ non, các cây họ đậu hoặc thức ăn chứa nhiều nhựa như rau khoai lang, rau muống non, lá sắn, thức ăn dễ lên men, sinh hơi. Không cho vật nuôi ăn các loại thức ăn dễ sinh hơi do lên men như cỏ non, cám, ngô, khoai, đậu tương. Khi thay đổi thức ăn thì cần thay đổi từ từ với hàm lượng vừa phải để hệ vi sinh trong dạ cỏ thích nghi, tránh làm gia súc bị rối loạn tiêu hóa. Khi gia súc mắc các bệnh liên quan đến rối loạn tiêu hóa hoặc hệ tiêu hóa cần chữa trị kịp thời, tránh làm phát bệnh bội nhiễm sang chướng hơi dạ cỏ. Nên cho trâu bò ăn thức ăn ủ chua với liều lượng vừa phải hàng ngày để tăng cường men vi sinh cho dạ cỏ đồng thời cải thiện hệ miễn dịch.

## Bệnh thứ phát

### Dạ cỏ bội thực
Bệnh thứ phát dẫn đến bệnh dạ cỏ bội thực (Dilatatio acuta ruminis íngestis) ở trâu bò là do trong dạ cỏ chứa nhiều thức ăn làm cho thể tích dạ dày tăng lên gấp bội, vách dạ dày căng. Đây là bệnh trâu bò hay mắc, chiếm tỷ lệ các bệnh ở dạ dày bốn túi. Nguyên nhân gây bệnh do ăn quá no. Trâu, bò ăn quá no các loại thức ăn thô như rơm, cỏ khô, cây họ đậu, bã đậu, hoặc do nhịn đói lâu ngày đột nhiên ăn no, ăn xong uống nhiều nước lạnh ngay đều có thể dẫn đến dạ cỏ bội thực. Do chăm sóc kém hoặc thay đổi thức ăn đột ngột, trâu, bò cày kéo mắc bệnh thường do làm việc quá mệt nhọc, ăn xong đi làm ngay, bò sữa mắc bệnh do thiếu vận động. Do cơ thể trâu, bò suy yếu, bộ máy tiêu hóa hoạt động kém hoặc do kế phát từ bệnh khác như nghẽn dạ lá sách, liệt dạ cỏ, viêm dạ tổ ong do ngoại vật, dạ múi khế biến vị.
Cơ chế phát bệnh của bệnh thứ phát này từ hoạt động của dạ cỏ do hệ thần kinh thực vật chi phối vì vậy những nhân tố gây bệnh ở bên ngoài hay trong cơ thể đều làm trở ngại hoạt động của thần kinh mê tẩu, làm giảm vận động của dạ cỏ, cuống hạ vị co thắt làm cho thức ăn tích lại ở dạ cỏ. Thức ăn lên men, thối rữa sinh ra nhiều hơi và các sản vật phân giải như các loại khí và axit hữu cơ. Những chất này kích thích vào vách dạ cỏ, làm cho dạ cỏ co giật từng cơn, con vật đau đớn không yên. Nếu hơi sinh ra nhiều sẽ gây ra chướng hơi, hơn nữa thức ăn trong quá trình lên men sẽ trương to làm căng vách dạ dày dẫn tới dãn dạ dày. Bệnh tiến triển làm cơ trơn co bóp yếu dần, bệnh nặng thêm, vách dạ cỏ bị kích thích gây viêm hoại tử, chất phân giải trong dạ cỏ ngấm vào máu gây trúng độc.
Triệu trứng của bệnh dạ cỏ bội thực khi bệnh mới phát thì sẽ thấy con vật giảm ăn hay không ăn, ngừng nhai lại, hơi ợ ra có mùi chua, chảy dãi, con vật đau bụng tỏ vẻ không yên, khó chịu. Đuôi quất mạnh vào thân, đi xoay quanh cọc buộc, lấy chân sau đạp bụng, đứng nằm không yên (có khi chống bốn vó giẫy giụa) khi dắt đi nhìn thấy vật của động cứng nhắc, hai chân dạng ra. Mé trái bụng con vật phình to, sờ nắn thấy chắc, ấn tay vào có dạng bột nhão, con vật đau, cho tay vào trực tràng sờ vào dạ cỏ thấy chắc như sờ vào túi bột, con vật rất khó chịu, gõ vào vùng dạ cỏ thấy âm đục tương đối lẫn lên vùng âm bùng hơi. Vùng âm đục tuyệt đối lớn và chiếm cả vùng âm đục tương đối. Tuy vậy nếu có vật chướng hơi kế phát thì khi gõ thì khi gõ vẫn có âm bùng hơi. Khi nghe thấy có âm nhu động dạ cỏ giảm hay ngừng hẳn, nếu bệnh nặng thì vùng bụng trái chướng to, con vật thở nhanh, nông, tim đập mạnh, chân đi loạng choạng, run rẩy, mệt mỏi, cũng có khi nằm mê mệt không muốn dậy. Có thể gây viêm ruột kế phát, lúc đầu con vật đi táo, sau khi đi tiêu chảy sốt nhẹ.
Trâu, bò mắc bệnh này thường được chẩn đoán có những đặc điểm như bụng trái căng to, sờ vào chắc, ấn tay vào vùng dạ cỏ để lại vết tay, trâu, bò không ăn, nhai lại giảm. Để chẩn đoán cần phân biệt với các bệnh trước đó như dạ cỏ trướng hơi với đặc điểm là bệnh phát ra nhanh, vùng bụng trái căng to, sờ vào dạ cỏ căng như quả bóng, gia súc khó thở, chết nhanh hoặc liệt dạ cỏ thì nắn vùng bụng cảm thấy thức ăn nát như cháo, nhu động dạ cỏ căng như quả bóng, gia súc khó thở, chết nhanh, còn bệnh viêm dạ tổ ong ngoại vật thì Con vật có triệu chứng đau khi khám vùng dạ tổ ong.  Điều trị nếu bệnh nhẹ, không kế phát bệnh khác thì sau 3-5 ngày sẽ khỏi, nếu kế phát chướng hơi, viêm ruột hay nhiễm độc thì có thể chết.
Nếu ở bệnh nặng phải làm hồi phục và tăng cường nhu động dạ cỏ, tìm cách thải thức ăn tích lâu ngày trong dạ cỏ bằng cách cho gia súc nhịn ăn 2-3 ngày (không hạn chế uống nước) tăng cường xoa bóp vùng dạ cỏ, dắt cho gia súc vận động để tăng cường cơ năng vận động của dạ cỏ. Những ngày sau cho gia súc ăn một ít thức ăn mềm, dễ tiêu và cho ăn làm nhiều lần trong ngày, đồng thời có thể thụt ruột cho gia súc bằng nước ấm. Để tống chất chứa trong dạ cỏ ra ngoài cho uống các loại thuốc và có thể dùng lý liệu pháp để kích thích nhu động dạ cỏ, nếu bệnh nặng phải can thiệp bằng phẫu thuật ngoại khoa: mổ dạ cỏ lấy thức ăn ra. Nếu trâu, bò có hiện tượng suy tim, dùng cafein hoặc long não để trợ tim. Nếu bội thực dạ cỏ có kế phát chướng hơi cấp tính phải dùng troca chọc thoát hơi. Trong thực tế lâm sàng có thể chữa bằng cách cho trâu, bò uống dung dịch gồm muối ăn, giã với tỏi hòa vào nước cho uống. Dùng biện pháp moi phân hay thụt ruột để kích thích nhu động dạ cỏ. 

### Liệt dạ cỏ
Di chứng của bệnh này còn là bệnh liệt dạ cỏ (Atomia ruminis) làm cho dạ cỏ co bóp kém và dẫn đến liệt, thức ăn trong dạ cỏ, dạ múi khế không được xáo trộn và tống về đằng sau, khiến vật nuôi giảm nhu động và liệt. Bệnh này do kế phát của một số bệnh khác như nội khoa (dạ cỏ bội thực, dạ cỏ chướng hơi, viêm dạ tổ ong do ngoại vật, viêm phúc, mạc), truyền nhiễm (bệnh cúm, bệnh tụ huyết trùng); bệnh ký sinh trùng (sán lá gan, ký sinh trùng đường máu) hoặc do trúng độc cấp tính gây nên. Nguyên tắc là làm tăng nhu động dạ cỏ, làm giảm chất chứa. Khi mới mắc bệnh cho gia súc uống nước bình thường, cần cho nhịn ăn sau đó cho ăn thức ăn dễ tiêu hóa, cho ăn ít và nhiều lần trong ngày. Xoa bóp vùng dạ cỏ và cho gia súc vận động nhẹ nhàng, không nên xoa bóp vùng dạ cỏ nếu trường hợp gia súc đau nhiều.
Bệnh cũng do chăm sóc nuôi dưỡng gia súc không đúng phương pháp, trâu bò ăn nhiều thức ăn tinh, ít thức ăn thô xanh; ăn những thức ăn quá đơn điệu hay thay đổi thức ăn quá đột ngột. Thời gian thức ăn khan hiếm, gia súc bị đói, ăn rơm bị mốc, thối nát nên thiếu sinh tố làm cho thể suy nhược. Ngoài ra chế độ quản lý gia súc không hợp lý, gia súc làm việc quá sức, thay đổi điều kiện chăn thả. Thức ăn có tính kích thích mạnh làm cho nhu động dạ cỏ quá hưng phấn, đến giai đoạn sau sẽ làm giảm trương lực của cơ, nhu động dạ cỏ giảm sau đó liệt. Có thể gia súc bị các bệnh tim, gan, thận, rối loạn trao đổi chất, hay mắc những bệnh mạn tính khác.
Tác động bệnh lý làm trở ngại tới hoạt động của hệ thần kinh trung ương, thần kinh thực vật rồi làm trở ngại sự hoạt động của tiền vị làm cho cơ dạ cỏ giảm nhu động và dẫn đến liệt. Triệu chứng có thể thấy là trâu bò giảm ăn, thích ăn thức ăn thô hơn thức ăn tinh, khát nước, nhai lại giảm hoặc ngừng hẳn, nhu động dạ cỏ kém hoặc mất; ợ hơi, hơi có mùi hôi thối. Con vật thích nằm, mệt mỏi, niêm mạc miệng khô. Sờ nắn vùng dạ cỏ qua trực tràng thấy thức ăn như cháo đặc, vùng bụng trái sưng to, khó thở. Phân lỏng lẫn chất nhầy, khi kế phát viêm ruột thì phân lỏng và thối. Nếu bệnh nặng con vật có cơn co giật và chết.
Bệnh làm cho thể tích của dạ cỏ và dạ múi khế tăng, vùng dạ cỏ trũng xuống, thức ăn trong dạ lá sách khô lại, trong dạ cỏ chứa đầy dịch nhầy có mùi thối, niêm mạc dạ dày viêm hoặc xuất huyết. Cần phát hiện bệnh sớm để có phương pháp điều trị phù hợp vì nếu bệnh mới phát thì con vật bình phục trở lại. Tuy nhiên, biểu hiện bệnh thường giống vơí các loại bệnh khác như: Dạ cỏ chướng hơi (bệnh phát ra đột ngột, vùng bụng trái phồng to, căng như quả bóng, con vật ngạt thở, niêm mạc tím bầm, nếu can thiệp không kịp thời con vật sẽ chết); Viêm dạ tổ ong ngoại vật (con vật cũng liệt dạ cỏ, thay đổi tư thế đứng, dạng hai chân trước khi xuống dốc, đau, nghiến răng, phù yếm). Bệnh thường gây viêm phúc mạc, viêm ngoại tâm mạc kế phát. Viêm dạ dày ruột cấp tính (gia súc hơi sốt, trong dạ cỏ không tích hơi và đọng lại thức ăn, nhu động ruột tăng, tiêu chảy). 